# Wiktar Babaryka

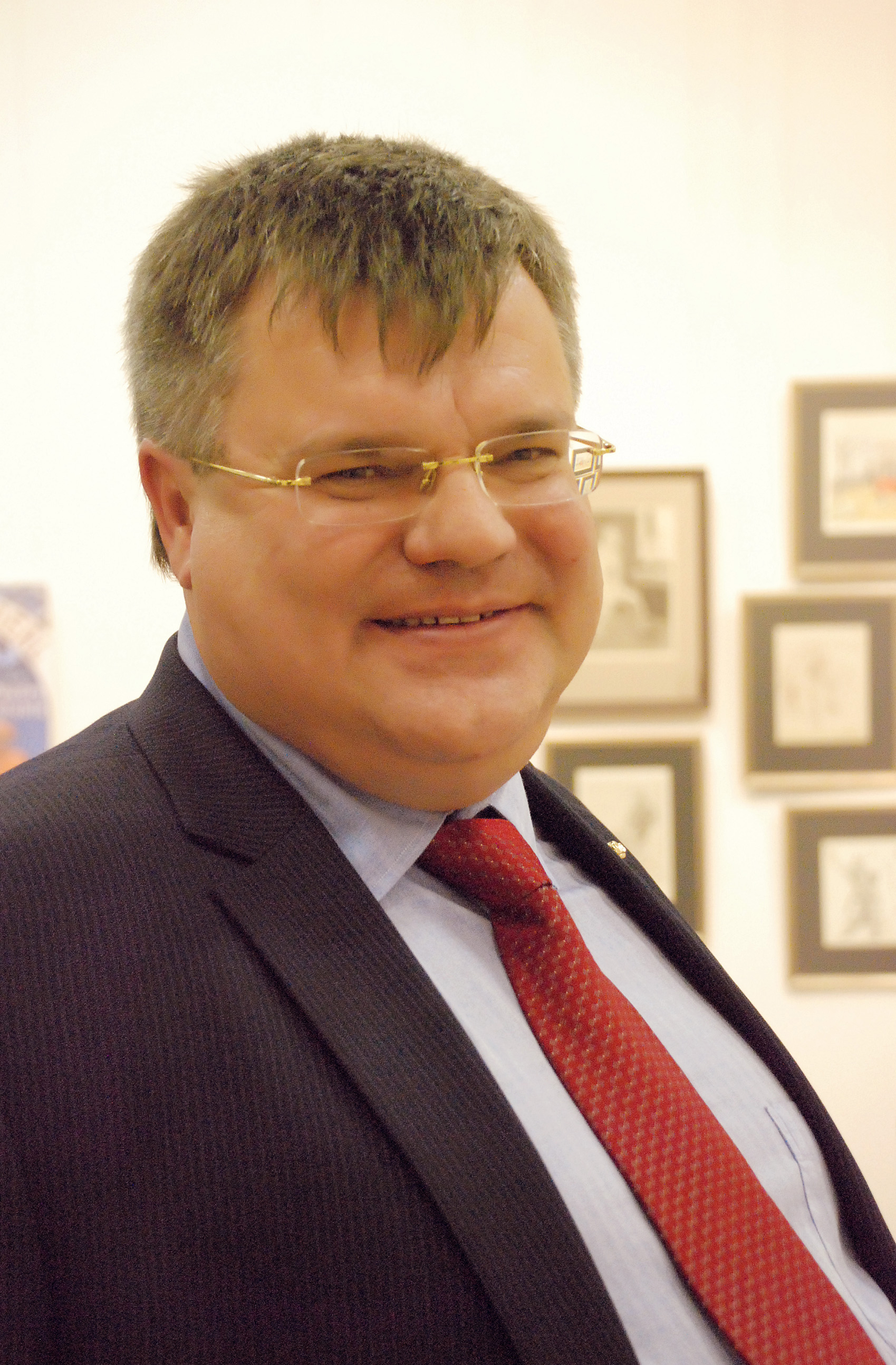
Wiktar Babaryka

Wiktar Dsmitryjewitsch Babaryka (belarussisch Віктар Дзмітрыевіч Бабарыка, russisch Виктор Дмитриевич Бабарико ‚Wiktor Dmitrijewitsch Babariko‘; * 9. November 1963 in Minsk) ist ein belarussischer Bankmanager, Politiker und politischer Gefangener.

## Leben
Babaryka studierte an der Belarussischen Staatlichen Universität und war seit 1995 im Finanzsektor tätig. Er war langjähriger Vorstandsvorsitzender der Belgazprombank, die dem russischen Konzern Gazprom gehört. Der Bankmanager galt als aussichtsreicher Kandidat für die Präsidentschaftswahl in Belarus 2020. Am 18. Juni 2020 wurde er zusammen mit seinem Sohn Eduard Babaryka festgenommen. Amnesty International stuft die beiden als gewaltlose politische Gefangene ein. Er und sein Sohn, der Leiter seines Wahlstabs war, wurden der Geldwäsche und Steuerhinterziehung beschuldigt. Aufgrund des Strafprozesses wurde Babaryka von der belarussischen Wahlkommission nicht zugelassen.
An seiner Stelle stieg Maryja Kalesnikawa in den Wahlkampf ein und engagierte sich in einem Trio von Frauen um Swjatlana Zichanouskaja. Auch sie wurde am 7. September 2020 festgenommen und wird von Amnesty International als politische Gefangene eingestuft.
Am 6. Juli 2021 wurde Babaryka vom Obersten Gerichtshof in Minsk wegen des Vorwurfs der Geldwäsche, Bestechung und Steuerhinterziehung zu 14 Jahren Haft verurteilt. Sein Prozess steht international in der Kritik als politische Inszenierung, um ihn mundtot zu machen. Der Tagesspiegel berichtete, dass Babaryka im April 2023 im Gefängnis verprügelt und schwer verletzt wurde.
Im Juli 2023 wurde sein Sohn Eduard Babaryka zu acht Jahren Gefängnis verurteilt.